# Сентябрьский кризис 1974 года (Португалия)
Сентябрьский кризис 1974 года (порт. Maioria silenciosa) — политическое противостояние между президентом Португалии генералом Антониу ди Спинолой и левым крылом «Движения вооружённых сил Португалии» (ДВС) 10 — 30 сентября. Закончился отставкой президента ди Спинолы и сохранением позиций левонастроенных офицеров из руководства ДВС.

## Начало конфликта
Преобразования, начатые в Португалии после Апрельской революции 1974 года, когда к власти пришло Движение вооруженных сил, к осени того же года начали вызывать неприятие в различных кругах португальского общества. Часть офицерского корпуса, правые политические партии, финансово-промышленные круги были обеспокоены усиливавшейся ориентацией на социализм левого крыла армии во главе с премьер-министром полковником Вашку Гонсалвишем, падением престижа армии и утратой колоний в Африке, откуда изгонялись португальские поселенцы. Усиливавшаяся нестабильность вызывала недовольство в обществе, привыкшем к жёсткой стабильности при свергнутом «корпоративном» режиме Марселу Каэтану. В стране, параллельно с левой агитацией, развернулась полустихийная антикоммунистическая кампания. Кавалерийские (бронетанковые) полки и специальные подразделения десантников оказались полностью на стороне президента и не всегда выполняли приказы руководства ДВС.

### Позиции сторон
- Президент ди Спинола считал, что необходимо приостановить процесс деколонизации, преобразовать африканские повстанческие организации в полноценные политические партии и образовать с колониями федерацию, сохранив, таким образом, значимое место в Европе. Будучи поклонником бывшего президента Франции генерала де Голля, Спинола настаивал на скорейшем принятии конституции, в которой была бы закреплена президентская форма правления. Его поддерживали член Совета национального спасения генерал ВВС Карлуш Галван ди Мелу, бывший министр обороны полковник Мариу Фирмину Мигел, министр связи и информации майор Саншеш Озориу, адъютант Спинолы полковник Алмейда Бруну и другие.
- Руководители ДВС во главе с премьер-министром полковником Вашку Гонсалвишем и идеологом движения майором Мелу Антунишем, учитывая деморализацию частей экспедиционного корпуса в Африке и нарастающие требования возвращения на родину, настаивали на скорейшем избавлении от колоний. Уходить с политической арены и передавать власть наспех избранному президенту с диктаторскими полномочиями они тоже не желали.

### Призыв к «молчаливому большинству»
10 сентября 1974 года, в день провозглашения независимости Гвинеи-Бисау, Президент Португалии генерал Антониу ди Спинола выступил с речью, в которой решительно разъяснил свою позицию относительно политических процессов в Португалии. Спинола обратился к «молчаливому большинству португальского народа» (порт.  «a maioria silenciosa do Povo portugies») с призывом «пробудиться и защитить себя от экстремистов». Вскоре по Лиссабону поползли слухи о готовящейся манифестации в поддержку президента.

## Конфликт
19 и 20 сентября 1974 года стены домов в Лиссабоне были обклеены тысячами плакатов с призывом принять участие в манифестации в поддержку президента Спинолы и программы Движения вооруженных сил. Под текстом стояла подпись — «Молчаливое большинство» (порт.  «Maioria silenciosa»). Листовки с таким же содержанием были сброшены на столицу с самолета. Левые активисты тут же начали срывать плакаты со стен, а левые партии развернули кампанию против демонстрации в поддержку Спинолы. Обсуждение вопроса о демонстрации вызвало раскол между президентом и правительством. Премьер-министр Гонсалвиш запретил её проведение, офицеры из состава Совета Национального Спасения, поддерживавшие Спинолу, потребовали её проведения. Не найдя поддержки всех членов СНС, генерал авиации Карлуш Галван ди Мелу приказал опубликовать коммюнике в поддержку демонстрации и резко отклонил протест Гонсалвиша.

### «Коррида»
27 сентября на лиссабонской арене «Кампу Пекену» шла коррида. Неожиданно в правительственной ложе появились президент страны генерал Спинола и премьер-министр полковник Гонсалвиш. Оркестр заиграл национальный гимн, после чего со зрительских трибун начались приветствия в адрес Спинолы. Они переросли в скандирование лозунгов против деколонизации и освистывание премьера Гонсалвиша. Зрители кричали «На виселицу их! Всю полноту власти — Спиноле!»
Покинув арену, Спинола возвратился в президентский дворец «Белем» и в 23:00 вызвал к себе премьер-министра Вашку Гонсалвиша и командующего Оперативным командованием на континенте (КОПКОН) бригадного генерала Отелу Сарайву да Карвалью. Их попросили подождать в отдельной комнате и изолировали, приставив охрану.
Глубокой ночью на 28 сентября не захотевшие расходиться молодые зрители корриды, вооружившись кольями, продолжили митинговать на площади перед ареной. Часть из них направилась к зданию Центрального Комитета Португальской коммунистической партии, которое находилось в 150—200 метрах от арены, и попыталась разгромить его. Неожиданно получив отпор, молодые люди разбежались с криками «Варфоломеевская ночь грядет!».

### Хроника 28 сентября
- Ранним утром 28 сентября 1974 года обстановка в Лиссабоне крайне напряженная, ползут слухи об изменениях в руководстве страной. К Лиссабону движутся сторонники президента. По распоряжению министра связи и информации майора Саншеша Озориу, сторонника Спинолы, в столице не вышли газеты, по радио передаются только военные марши. В президентском дворце «Белем» журналистам сообщили, что президент Спинола проводит совещание с начальником Генерального штаба генералом Франсишку да Кошта Гомишем, премьером Гонсалвишем и командующим КОПКОН ди Карвалью. Распространяется информация, что на 15:00 в столице назначена демонстрация в поддержку президента.
- Министерство связи и информации отказывается обсуждать тему о демонстрации, но заявляет, что «поход недовольных на Лиссабон продолжается». Активисты левых партий и профсоюзов на автомобилях с мегафонами разъезжали по Лиссабону, призывали к строительству баррикад и кричали «Революция в опасности!» Тем временем полковник Гонсалвиш и генерал ди Карвалью из президентского дворца связываются с воинскими частями, верными ДВС. Части столичного гарнизона приводятся в повышенную готовность.
- К полудню части КОПКОН перекрывают дороги, ведущие в Лиссабон, солдаты помогают сторонникам левых партий строить баррикады.
- В 12:00 военные, верные Гонсалвишу и ди Карвалью берут под контроль Национальное радио и заявляют, что манифестация в поддержку президента ди Спинолы отменена. Они также сообщают, что военно-гражданские патрули задержали на окраинах Лиссабона множество машин с оружием и продолжают обыски. Однако во дворце «Белен» сообщают, что манифестация всё же состоится, но она перенесена на вечер[4].
- Усиливаются слухи об аресте премьера Гонсалвиша и командующего КОПКОН генерала ди Карвалью. Координационная комиссия ДВС приказывает частям КОПКОН занять здания радио- и телестанций, телефонный узел, аэропорт и окружить президентский дворец[3].
- 1-й артиллерийский полк (RALIS) в Лиссабоне занимает ряд ключевых пунктов столицы и окружает президентский дворец «Белен», заняв боевые позиции. Вскоре из дворца распространяется сообщение об отмене манифестации в поддержку ди Спинолы[4].

Стороны начинают многочасовые переговоры, хотя уже ясно, что перевес сил в столице на стороне ДВС.
- Глубокой ночью радиостанция «Голос Америки» передает во время вещания на Португалию, что 300 000 «участников похода на Лиссабон стоят у ворот столицы»[5].

### Поражение Спинолы
В 04:00 29 сентября патруль КОПКОН задержал у резиденции премьер-министра Вашку Гонсалвиша «Сан-Бенту» находившуюся в засаде группу из 7 человек, в том числе снайпера с винтовкой с оптическим прицелом. Через полчаса, в 04:40, Гонсалвеш прибыл из президентского дворца в свою резиденцию.
30 сентября 1974 года генерал Антониу ди Спинола объявил по радио, что покидает пост Президента Республики. Он заявил, что теперь в стране «неизбежны кризис и хаос». Совет национального спасения назначил новым президентом начальника Генерального штаба генерала Франсиску да Кошта Гомиша.
Движение вооруженных сил опубликовало заявление, что генералы Антониу ди Спинола, Жайме Силвериу Маркиш, Карлуш Галван ди Мелу и Мануэл Диогу Нету выведены из состава Совета национального спасения Португалии.

## Последствия Сентябрьского кризиса
Попытка генерала ди Спинолы и его сторонников избежать начала социалистических преобразований в Португалии и установить в стране стабильный президентский режим потерпела неудачу. Спинола и поддерживавшие его правые лишились политической власти, многие их сторонники подверглись преследованиям (среди других был арестован известный поэт и «фашистский интеллектуал» Флорентину Гуларт Ногейра), некоторые вынужденно эмигрировали (в том числе профессор Фернанду Пашеку ди Аморин и капитан Франсишку Браганса ван Уден). За причастность к событиям был запрещён ряд правых и оппозиционных организаций — Португальское федералистское движение / Партия прогресса, Португальское народное движение, Движение португальского действия, Либеральная партия, Португальская рабочая демократическая партия; Португальская националистическая партия была запрещена двумя неделями ранее; с трудом избежала запрета Христианско-демократическая партия. Однако правые сохранили контроль над частью армии. Ультраправые активисты стали переходить к вооружённой подпольной борьбе — через три с небольшим месяца была создана Армия освобождения Португалии.
В то же время левое крыло ДВС получило политическую и государственную власть, но не могло рассчитывать на поддержку всего офицерского корпуса. Шаткое равновесие, не позволявшее ни одной из сторон полностью реализовать свои намерения, продолжалось пять месяцев и было нарушено только событиями 11 марта 1975 года.